# RT en français
RT en français, también conocida como RT  France, fue un canal de noticias de televisión por suscripción de origen ruso en idioma francés con sede en Boulogne-Billancourt, el centro de transmisión a las afueras de París conocido como 'el valle de la comunicación', que también alberga los estudios de TF1, LCI, France 24, RFI, Canal + y CNews. Fue lanzado el 18 de diciembre de 2017,  después de que el presidente Emmanuel Macron llamara a RT como un órgano de "propaganda engañosa". Es la versión francesa del canal RT (anteriormente Russia Today), el cual posee ediciones distintas para la emisión de noticias en ruso, inglés, español, alemán y árabe.
Al igual que en otros canales de RT, la precisión y objetividad de la información de RT France era cuestionada periódicamente.
RT reveló a fines de 2015 que planeaba desarrollar una red para la audiencia de habla francesa en países como Francia, Bélgica y Suiza. El canal se lanzó el 18 de diciembre de 2017 y transmitía en Francia, Bélgica, Canadá, Suiza y el Mediterráneo.
El canal, al igual que otros canales de RT, transmitía alrededor de 30 minutos de noticias y 30 minutos de otros programas, las 24 horas del día, los 7 días de la semana, y pudo brindar cobertura continua sobre eventos de noticias de última hora cuando se necesitaba.
Tras el comienzo de la invasión rusa de Ucrania en 2022, las actividades de RT France fueron prohibidas en la Unión Europea y en Canadá. Sin embargo, el canal continuó transmitiendo en línea y a través del satélite ruso Ekspress AM8, que cubre los países de la región EMEA.
El 8 de marzo de 2022, RT France impugnó la prohibición de la UE de sus actividades en el Tribunal General del Tribunal de Justicia de la Unión Europea. Después de negarse a considerar el caso "urgentemente" el 30 de marzo, el Tribunal General desestimó el caso el 27 de julio de 2022 y dictaminó que la prohibición de RT estaba justificada.
En enero de 2023, tras el congelamiento de sus cuentas bancarias por parte de la Direction générale du Trésor, su presidenta Xenia Fedorova anunció el cierre de la sucursal francesa del canal.

## Críticas
El investigador de ciencias políticas Maxime Audinet discutió en L'Express la neutralidad de RT France al afirmar: "Hoy no es nada fácil encontrar 'noticias falsas', o al menos intentos groseros de desinformación en los sitios de RT, por ejemplo. Ellos ciertamente tienen un pasado conspirativo, pero definitivamente parece más interesante observar la naturaleza de su línea editorial, que es altamente selectiva y consistente con la visión del mundo basada en Moscú".
En 2017, el presidente francés, Emmanuel Macron, acusó a RT France de difundir "propaganda" durante su campaña presidencial de 2017 y prohibió la presencia de reporteros de RT en la sede de su campaña. Describió el canal como una herramienta para el "tráfico de influencias".
El 28 de junio de 2018, RT France fue declarada infractora por la CSA por "faltas de honestidad, rigor de la información y diversidad de puntos de vista" en un tema sobre Siria. En un tema emitido el 13 de abril, "discutiendo la realidad de los ataques con armas químicas en la ciudad siria de Duma", la CSA observó que el canal "no había traducido fielmente los comentarios de los testigos sirios". La CSA no impuso sanciones a RT, pero el regulador tiene la autoridad para multar a una emisora o suspender su licencia. Sin embargo, RT reconoció que estas palabras reales fueron pronunciadas por el testigo, pero en una versión más larga de la entrevista que no se transmitió al aire. RT France luego se disculpó por el error técnico, alegando "no haber inventado una prueba mediante una traducción deliberadamente fraudulenta como creen muchos medios" con pruebas como testimonio completo. Su presidenta, Xenia Fedorova, afirmó que "RT France cubre todos los temas, incluido el conflicto sirio, de una manera totalmente equilibrada, dando a todas las partes la oportunidad de comentar". Como resultado, RT France apeló una semana después al Consejo de Estado para revocar la decisión de la CSA.
El 18 de julio de 2018, el Syndicat national des journales (SNJ) escribió un blog en el que afirmaba que a los periodistas de RT France se les negó el acceso en numerosas ocasiones para cubrir eventos importantes, como las elecciones presidenciales. La razón principal fue que "RT es acusada regularmente al más alto nivel como una herramienta de propaganda y desinformación".
El 17 de octubre de 2018, durante una entrevista con un periodista de Puremedia, el portavoz del gobierno francés, Benjamin Griveaux, reafirmó la negativa del estado a abrir su sala de prensa a RT France y Sputnik, diciendo: "No son organizaciones de noticias. Son propaganda financiada por un estado extranjero".
En noviembre de 2018, RT France fue acreditada para permitírsele el acceso a algunas conferencias de prensa en el elíseo. Pero en febrero de 2019, LREM se negó a permitir que el canal cubriera sus campañas europeas, sobre la base de que RT y Sputnik, "no son organizaciones de noticias sino propaganda al servicio del Kremlin. No deben considerarse medios, ya que no verifican ni cortejan la información".
El 23 de febrero de 2022, Frédéric Taddeï dejó de presentar el programa Interdit d'interdire en respuesta al reconocimiento de Rusia de los estados separatistas de Donetsk y Lugansk inmediatamente antes de la invasión rusa de Ucrania en 2022.

### Prohibiciones
El 27 de febrero de 2022, la Unión Europea (UE) anunció que, en respuesta a la invasión rusa de Ucrania, RT y Sputnik (otro medio estatal ruso) fueron prohibidos en todos los idiomas en todos sus Estados miembros. RT France apeló la prohibición ante el Tribunal de Justicia de la Unión Europea por una suspensión temporal el 30 de marzo de 2022, que fue rechazada. También se rechazó un recurso posterior ante el Tribunal General.
El 16 de marzo de 2022, la Comisión Canadiense de Radio, Televisión y Telecomunicaciones eliminó las redes de RT, incluida la versión en francés, de su lista de servicios de programación no canadienses autorizados para su distribución. Para eludir la prohibición, el canal había continuado transmitiendo en línea y a través del satélite ruso Ekspress AM8, que cubre los países de la región EMEA.
El 8 de marzo de 2022, RT France impugnó la prohibición de la UE de sus actividades en el Tribunal General del Tribunal de Justicia de la Unión Europea. Después de negarse a considerar el caso "urgentemente" el 30 de marzo, el Tribunal General desestimó el caso el 27 de julio de 2022 y dictaminó que la prohibición de RT estaba justificada.
En enero de 2023, tras el congelamiento de sus cuentas bancarias por parte de la Direction générale du Trésor, su presidenta Xenia Fedorova anunció el cierre de la sucursal francesa del canal.

## Equipo
RT France exhibía una gran variedad de talentos de la esfera de los medios franceses, incluida la expresentadora principal de BFM TV, Stéphanie de Muru. El renombrado periodista económico Jean-Marc Sylvestre, que había reportado anteriormente para TF1, LCI, i-Télé y Atlántico, será el anfitrión de un programa de debate semanal llamado "The Eco Lab", donde se enfrentará al famoso economista y director de estudios en la Escuela de Estudios Avanzados en Ciencias Sociales, Jacques Sapir.